# تی-موبایل آرنا
ورزشگاه تی موبایل (به انگلیسی: T-Mobile Arena) یک ورزشگاه سرپوشیده چندمنظوره در پارادایس، نوادا، ایالات متحده است. این ورزشگاه در تاریخ ۶ آوریل ۲۰۱۶ افتتاح شد و به‌عنوان ورزشگاه خانگی تیم وگاس گلدن نایتس از لیگ ملی هاکی (NHL) شناخته می‌شود. تی-موبایل آرنا نتیجه همکاری مشترک بین شرکت‌های ام‌جی‌ام ریزورتز اینترنشنال و گروه سرگرمی انسچوتز (AEG) است و در نوار لاس وگاس، پشت هتل‌ها و کازینوهای نیویورک و پارک ام‌جی‌ام قرار دارد.
ورزشگاه تی-موبایل میزبان رویدادهای مختلف ورزشی و سرگرمی بوده است، که از جمله موارد اخیر می‌توان به کنسرت‌ها، مراسم اهدای جوایز و مسابقات زیبایی اشاره کرد. همچنین این ورزشگاه میزبان رویدادهای مختلف ورزش‌های رزمی از جمله هنرهای رزمی ترکیبی (MMA)، بوکس حرفه‌ای و کشتی حرفه‌ای بوده است. برگزارکننده هنرهای رزمی ترکیبی، یعنی فدراسیون مبارزه نهایی (UFC)، در سال ۲۰۱۷ با ورزشگاه تی موبایل قرارداد بلندمدتی امضا کرد که بر اساس آن متعهد شد طی هفت سال آینده، سالانه چهار رویداد در این مکان برگزار کند.

## تاریخچه
گروه آنشوتز اینترتینمنت (AEG) نخستین بار تلاش کرد تا با همکاری گروه سرگرمی هارا، ورزشگاهی در لاس‌وگاس بسازد. در سال ۲۰۰۷، این شرکت اعلام کرد که قصد دارد یک استادیوم با ظرفیت ۲۰٬۰۰۰ نفر در پشت هتل کازینوهای بالیز لاس وگاس و پاریس لاس‌وگاس بسازد. پیش از آن، سزارز اینترتینمنت قصد داشت از این مکان برای ساخت یک ورزشگاه بیسبال استفاده کند، اما خرید این مکان توسط گروه سرگرمی هارا، این طرح‌ها را لغو کرد. در سال‌های بعد، گروه سرگرمی هارا به دلیل عدم قطعیت در تقسیم هزینه‌ها و این‌که آیا ساخت استادیوم آماده برای لیگ بزرگ بدون تیم تضمین‌شده برای استفاده از آن ممکن است یا خیر، دچار تردید شد. این تردیدها به دلیل بحران مالی مداوم ۲۰۰۷–۲۰۰۸ بود. برنامه‌های اولیه شامل آغاز ساخت در ژوئن ۲۰۰۸ و اتمام استادیوم در سال ۲۰۱۰ بود، اما تا سال ۲۰۰۹، مشخص شد که پروژه متوقف شده حتی مطالعه ترافیک را انجام نداده است، با وجود اینکه در نزدیکی یک تقاطع شلوغ واقع شده بود. در سال ۲۰۱۰، برنامه‌ها تغییر کرد و مهندسان به استفاده از ناحیه‌ای در پشت امپریال پالاس پرداختند. با این حال، به دلیل نیاز به تأمین مالی از طریق منطقه ویژه مالیات، مخالفت شهرستان کلارک با استفاده از پول عمومی برای این پروژه، باعث توقف پروژه شد. در نهایت، شرکت آنشوتز اینترتینمنت در سال ۲۰۱۲ به‌طور کامل از پروژه کنار کشید. این موضوع زمانی اتفاق افتاد که ام‌جی‌ام ریزورتس اینترنشنال پروژه خود را با استفاده از زمینی در پشت نیویورک-نیویورک هتل و کازینو و پارک ام‌جی‌ام معرفی کرد. این پروژه به دلیل عدم وابستگی به تأمین مالی عمومی برای شرکت آنشوتز اینترتینمنت جذاب بود.
ام‌جی‌ام و شرکت آنشوتز اینترتینمنت طرح مشترک خود برای ورزشگاه را در تاریخ ۱ مارس ۲۰۱۳ اعلام کردند. در ماه‌های بعد، بخشی در ابتدای ورزشگاه به نقشه ساخت آن اضاف شد که بودجه‌ای نزدیک به ۱۰۰ میلیون دلار را برای ساخت نیاز داشت. این بخش به عنوان ورودی به ورزشگاه عمل می‌کند. همچنین، شرکت پاپولس برای طراحی پروژه به کار گرفته شد. دیگر شرکت‌های درگیر در پروژه عبارتند از: گروه محل برگزاری آیکون، ترن‌تون توماستی، گروه مهندسان می، گروه ساختمان پنتا و هانت کانستراکشن گروپ.
پروژه در تاریخ ۱ مه ۲۰۱۴ آغاز شد، و با تخریب ساختمان‌های موجود و حفاری منطقه‌ای به صورت بیضی شکل برای ورزشگاه ادامه یافت. آخرین تیرک فولادی ساختار در تاریخ ۲۷ مه ۲۰۱۵ نصب شد.
در ژانویهٔ ۲۰۱۶، تی-موبایل اعلام کرد که حقوق نام‌گذاری ورزشگاه جدید را در قالب یک قرارداد چندساله خریداری کرده است. این ورزشگاه در تاریخ ۶ آوریل ۲۰۱۶ با برگزاری کنسرتی از سوی هنرمندان بومی لاس‌وگاس، گروه موسیقی قاتلان، شامیر و وین نیوتن افتتاح شد. هنرمندان موسیقی کانتری، مارتینا مک براید و کم، در تاریخ ۳۱ مارس ۲۰۱۶ در یک مراسم دیگر به اجرای برنامه پرداختند.
در سال ۲۰۱۶، لیگ ملی هاکی یک تیم از لاس‌وگاس را به مالکیت ویلیام پی فولی به عنوان تیمی که ورزشگاه تی موبایل به عنوان مکان خانگی آن است، انتخاب کرد. به عنوان بخشی از قرارداد اجاره تیم، فولی گزینه‌ای برای خرید سهمی از ورزشگاه از شرکت ام‌جی‌ام و شرکت آنشوتز اینترتینمنت را در متن قرارداد، ذکر کرد. او این گزینه را در سپتامبر ۲۰۱۶ به اجرا درآورد و ۱۵ درصد از سهام ورزشگاه را به ارزش حدود ۳۵ میلیون دلار خرید.

## نگارخانه

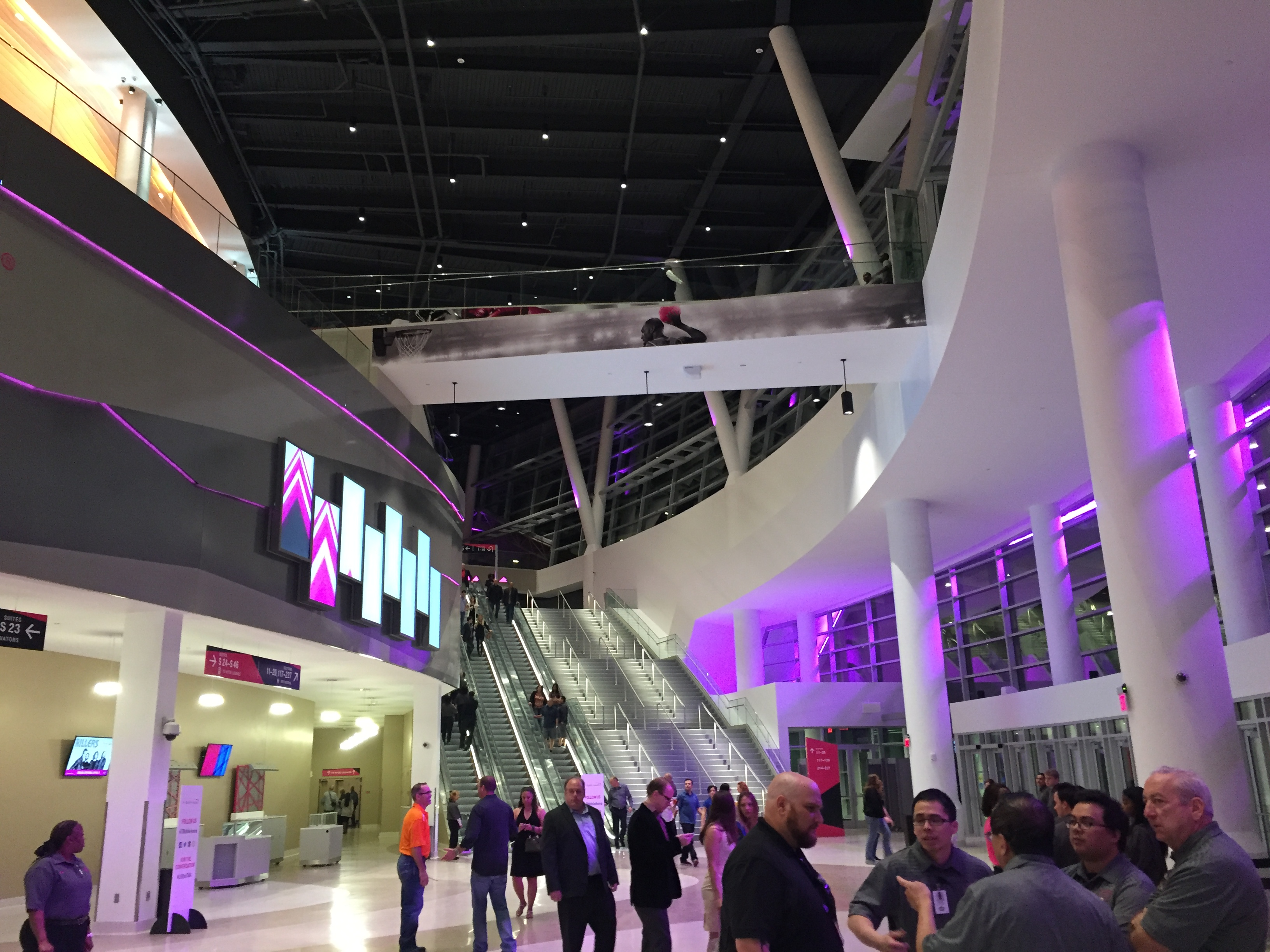
Interior of venue, shown on March 31, 2016.
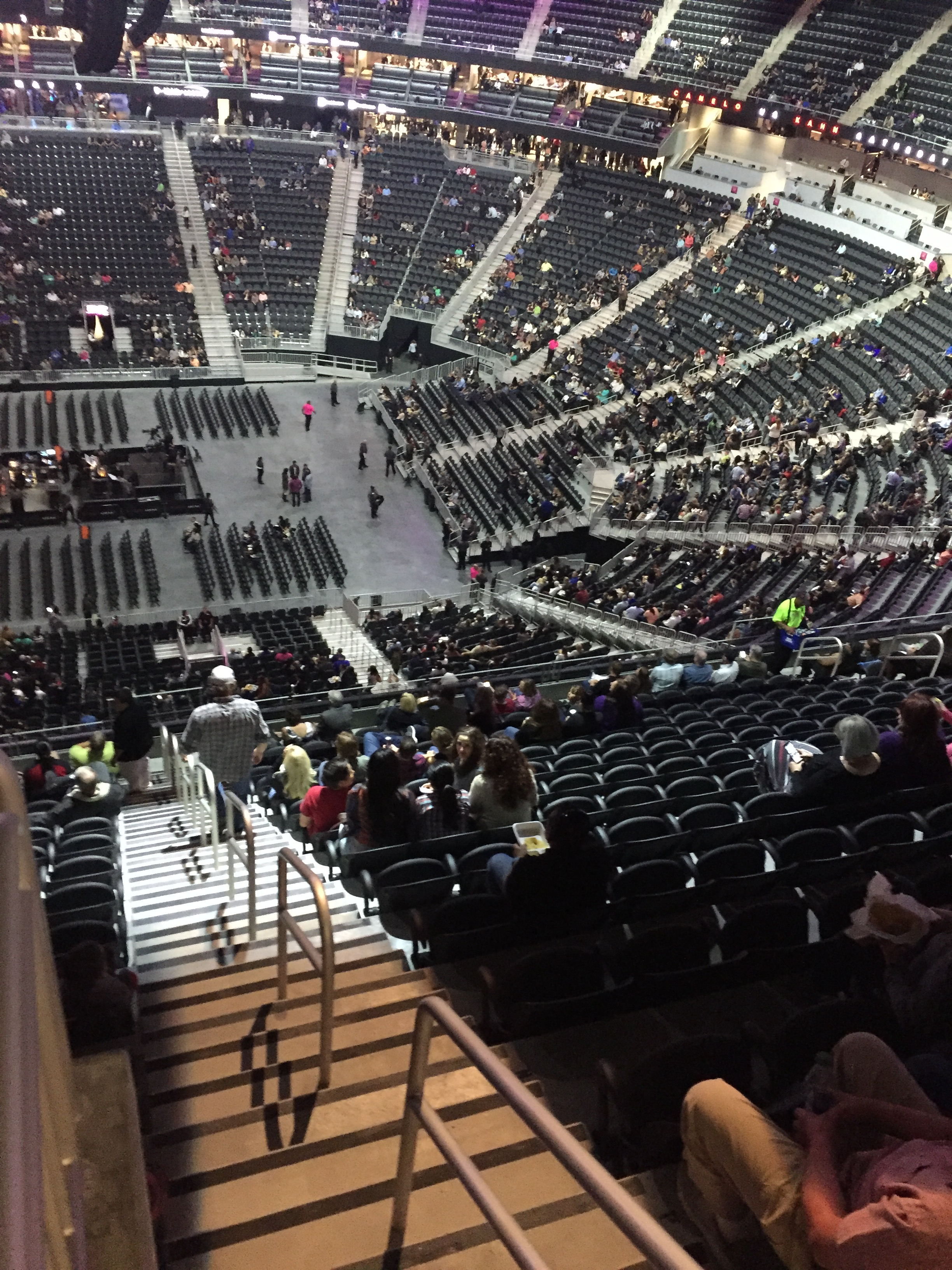
Interior of venue, shown 2016.
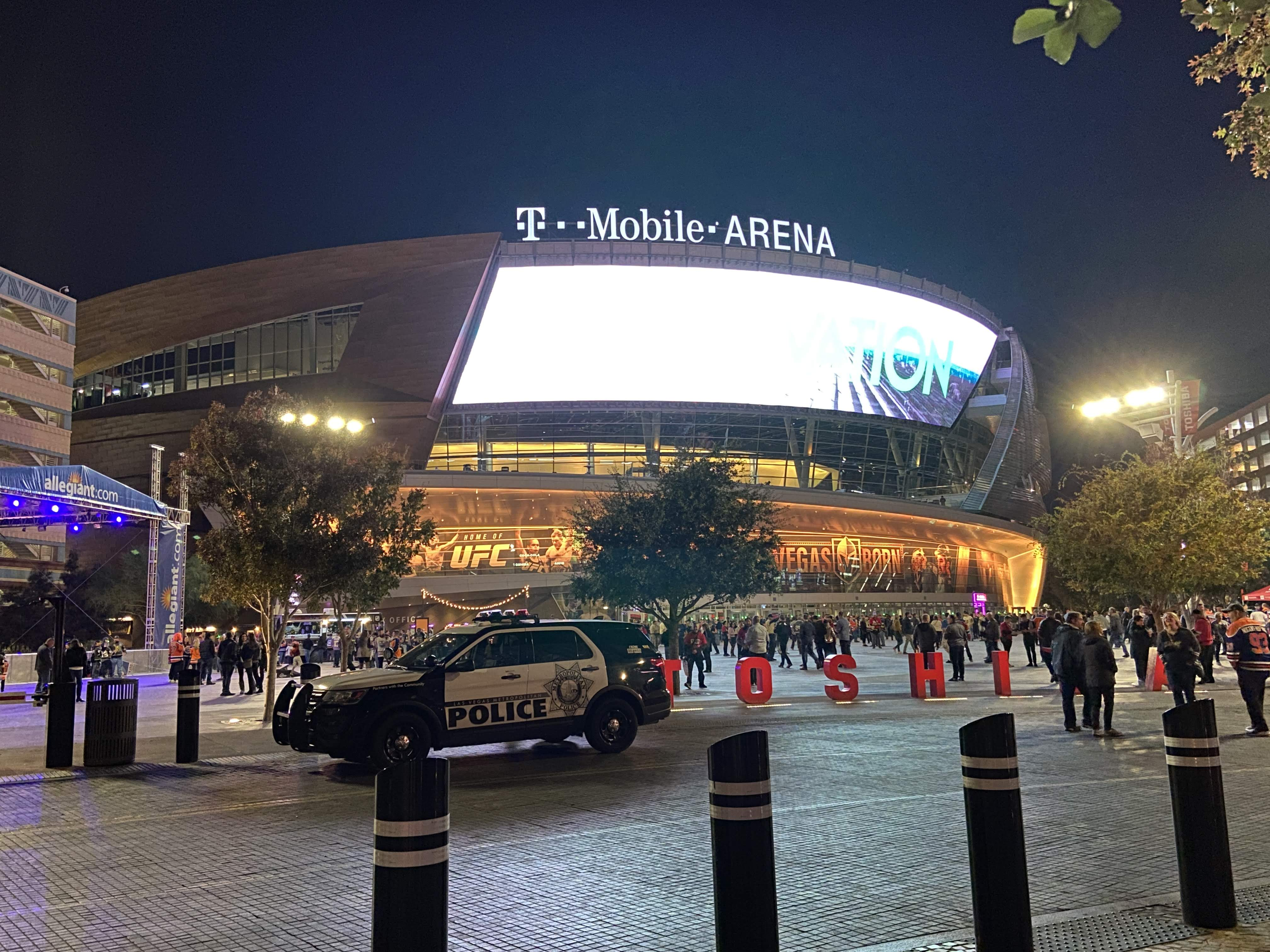
T-Mobile Arena at night.